# Radio Andalucía Información
Radio Andalucía Información, abgekürzt RAI oder rai ist ein regionales spanisches Rundfunkprogramm, welches in Andalusien und Gibraltar zu empfangen ist. Anbieter ist La Agencia Pública Empresarial de la Radio y Televisión de Andalucía (RTVA), die öffentlich-rechtliche Wirtschaftsagentur für Radio und Fernsehen der Regierung der autonomen Gemeinschaft Andalusiens.
Radio Andalucía Información entstand in den 1990er Jahren unter dem Dach des von RTVA betriebenen regionalen Radio- und TV-Netzwerks „Canal Sur“. Neben Radio Andalucía Información gehören auch Canal Sur Radio und Canal Fiesta sowie das Internetradio Flamenco Radio zur selben Gruppe.

## Programm
Das rund um die Uhr gesendete Programm besteht überwiegend aus Nachrichten für die Region sowie regionale Staumeldungen und Wettervorhersagen, an Wochenenden und Feiertagen ergänzt durch Live-Übertragungen von Musikveranstaltungen, Gottesdiensten, lokalem Sport oder Stierkampf.
Seit Renovierung und Erweiterung der Studioräume in Sevilla im Oktober 2019 werden über das bisherige Angebot als Nachrichtensender hinausgehende Inhalte produziert und ausgestrahlt. Neu hinzugekommen sind regelmäßige Themensendungen zur lokalen Geschichte, Musik und Wissenschaft, vor allem am späteren Abend ab 22 Uhr und in den Nachtstunden.

## Reichweite und Frequenzen
Das Hörfunkprogramm erreichte im November 2019 täglich etwa 12.000 Hörer.
| Stadt           | Sendefrequenz |
| --------------- | ------------- |
| Almería         | 103,2 MHz     |
| Cádiz           | 99,4 MHz      |
| Córdoba         | 99,4 MHz      |
| Granada         | 89,8 MHz      |
| Huelva          | 99,6 MHz      |
| Jaén            | 91,6 MHz      |
| Málaga          | 91,6 MHz      |
| Sevilla         | 94,3 MHz      |
| und weitere ... | ...           |